# توماس سويل
توماس سويل (بالإنجليزيّة: Thomas Sowell، ولد 30 يونيو عام 1930) هو عالم اقتصاد أمريكيّ ومنظِّر اجتماعيّ، يعمل حاليًا كزميل أقدم لدى معهد هووفر Hoover Institution، بجامعة ستانفورد. ولِد سويل بولاية نورث كارولينا، لكنه كبر في هارليم بنيويورك Harlem, New York. لم يكمل دراسته في المرحلة الثانويّة ليلتحق بعد ذلك بالقوات البحريّة بالولايات المتحدة الأمريكيّة خلال الحرب الكورية. حصل سويل على البكالوريوس من جامعة هارفارد عام 1958 متخرجًا بمرتبة الشرف، ثم حصل على درجة الماجيستير من جامعة كولومبيا عام 1959، والدكتوراة من جامعة شيكاغو عام 1968.
خدم سويل بكليات الكثير من الجامعات، من بينها جامعة كورنيل وجامعة كاليفورنيا، لوس أنجلوس. كما أنه عمل أيضًا لمراكز الفكر والبحوث مثل معهد إربن Urban Institute. ومنذ عام 1980، عمل سويل لدى معهد هووفر بجامعة ستانفورد. يكتب سويل من وجهة نظر ليبراليّة محافظة، مدافعًا عن اقتصاد العرض والطلب، وكتب في ذلك أكثر من 30 كتابًا (أُعيد طبع عددٌ منهم بعد مراجعتهم في النسخ الجديدة) وكانت أعماله واسعة الانتشار. نال الميداليّة القوميّة للعلوم الإنسانيّة نظرًا لمشاركته الإبداعيّة التي ضمت في متنها التاريخ والاقتصاد والعلوم السياسية.

## النشأة والتعليم
ولِد سويل بغاستونيا، نورث كارولينا Gastonia, North Carolina، بالقرب من الحدود المؤدية لولاية ساوث كارولينا. توفى والده بعد فترة قصيرة من ولادته، وأمه كانت تعمل خادمة بالمنازل، ولديها أربعة أبناء بالفعل. تولت عمته الكبرى مع ابنتيها البالغتين مهمة تربية سويل. كتب سويل في سيرته الذاتيّة، الأوديسة الشخصيّة A Personal Odyssey، أنه لم يقابل في طفولته الكثير من ذوي البشرة البيضاء، حتى أنه لم يكن يعرف أن لون الشعر الأشقر موجودًا في العالم. انتقلت العائلة ومعها سويل عندما كان بالتاسعة من عمره من شارلوت، نورث كارولينا إلى هارليم، نيويورك؛ حيث كان ارتحالهم جزءً من عملية الهجرة الكبرى للأمريكيين الإفريقيين من الجنوب للشمال بحثًا عن فرص أفضل. تأهل لمدرسة ستوفيسانت Stuyvesant الثانويّة، وهي مدرسة مرموقة بنيويورك، ليكون بذلك أول فرد في عائلته يكمل دراسته بعد الدرجة السادسة. لكنه أُجبر على مغادرة المدرسة بسبب المشاكل الماليّة بمنزله.
تقلّد سويل عددًا من المهن، بما في ذلك واحدة في محل آلات وأخرى كعامل توصيل لويسترن يونيون، كما أنه حاول الدخول في فريق البيسبول «بروكلين دودجيرز Brooklyn Dodgers» عام 1948. أُخذ بعد ذلك للعسكريّة عام 1951، خلال الحرب الكورية، وكانت مهمته في القوات البحريّة للولايات المتحدة الأمريكيّة، حيث عمل كمصور القوات البحرية نظرًا لمهارته في التصوير الفوتوغرافيّ.

## التعليم والحياة المهنية
عمل سويل في وظيفة خدمة مدنيّة بواشنطن بعد إنهاء الخدمة العسكريّة، وحضر حصص مسائيّة بجامعة هوارد Howard University (كليّة كانت مخصصة قديمًا لتعليم ذوي البشرة السوداء). لعبت درجاته المرتفعة في اختبارات «كولدج بورد College Board» وتوصيات اثنين من أساتذته أن يحصل على قبول للالتحاق بجامعة هارفارد، حيث تخرج منها بمرتبة الشرف عام 1958 ببكالوريوس آداب في الاقتصاد. ثم حصل في السنة التالية على درجة الماجيستير من جامعة كولومبيا.
صرَح سويل أنه كان ماركسيًا خلال عشريناته، حيث ظهر في إحدى مؤلفاته الأولى تعاطفًا مع التفكير الماركسيَ ضد الممارسات الماركسية اللينينيَة. ولكنه تخلى عن الماركسيَة لصالح نظريَة اقتصاد السوق الحر بعد عمله كمتدرب في الحكومة الفيدراليَة خلال صيف عام 1960. حيث اكتشف سويل خلال عمله وجود علاقة بين فرض حد أدنى للأجور وارتفاع البطالة بصناعة السكر في بورتو ريكو. وكانت نظرية سويل بشأن تلك العلاقة أن موظفي الحكومة الذين شرّعوا قانون الحد الأدنى للأجور اهتموا بالاستفادة بالقانون لوظائفهم الخاصّة على حساب الفقراء.
نال سويل درجة الدكتوراة في الاقتصاد من جامعة شيكاغو عام 1968 على أطروحته التي سميت قانون ساي Say's Law وخلافيّة الفائض العام General Glut Controversy. اختار سويل الدراسة في جامعة كولومبيا تحت إشراف جورج ستيغلر George Stigler (الذي سيحصل فيما بعد على جائزة نوبل في الاقتصاد). وعندما علم أن ستيغلر سينتقل إلى جامعة شيكاغو، لحقه إليها سويل.
عمل سويل كأستاذ جامعيّ مساعد في جامعة كورنيل بين عاميّ 1965 و1969. ليكتب بعد ذلك بثلاثين عامًا عن سطو رابطة الطلاب ذوي البشرة السوداء المسماة «ويلارد ستريت هال Willard Straight Hall» وصافًا إياه بـ «العنيف»، كما وصف سويل الطلاب بأنهم «قاطعي طريق» ولديهم «مشاكل أكاديميّة بالغة».
درّس سويل علم الاقتصاد بجامعة هوارد، وروتغرز، وكورنيل، وبرانديس Brandeis University، كاليفورنيا-لوس أنجلوس، وكلية أمهيرست Amherst College. أصبح سويل زميل أقدم في معهد هووفر في جامعة ستانفورد، حيث كانت زمالته بعد روز ومعلِمه ميلتون فريدمان Milton Friedman. ظهر سويل فضلًا على ذلك في عرض ويليام ف. بكلي William F. Buckley المسمى «خط النار Firing Line» حيث ناقش فيه اقتصاد العِرق والخصخصة.
أدلى سويل لصالح القاضي روبرت بورك Robert Bork خلال ترشيحه لنيل منصب في المحكمة العليا بالولايات المتّحدة الأمريكيّة. وفي شهادته قال أن بورك «الأكثر كفاءة في جيله لنيل هذا المنصب»، وأن النشاط القضائيّ -الذي عارضه بورك باعتباره أصوليّ- لم يكن مفيدًا للأقليات.
وصف لاري د. ناتشمان في مجلة كومنتاري Commentary سويل بأنه المعبر الأساسيّ لمدرسة شيكاغو في الاقتصاد.

## الكتابات
يعتبر سويل كاتب عواميد صحفية واسعة الانتشار بالإضافة لكونه اقتصاديّ أكاديميّ، وكانت دار نشر «كريتور Creators Syndicate» هي المسئولة عن نشر تلك العواميد. تناولت أعماله كل من السياسات الاجتماعيّة تجاه الأعراق والمجموعات الإثنيّة والتعليم وصناعة القرار، إلى الاقتصاد الكلاسيكيّ والاقتصاد الماركسيّ، حتى مشاكل الأطفال ذوي الإعاقات.
بينما يمكن اعتباره كمحافظ فكريًا من ذوي البشرة السوداء، لا يفضل سويل أن يُصنف ضمن أي من الجماعات قائلًا «لا أفضل أن أُصنَّف، لكني أظن أن كلمة ]ليبراليّ[ تناسبني عن غيرها، بالرغم من اختلافي مع الليبراليين في عدة أمور». يكتب سويل بشكل أساسيّ عن مواضيع الاقتصاد، مدافعًا عن اقتصاد السوق الحر كمقاربة للرأسمالية. ويعارض فكرة المخزون الفيدراليّ بحجّة أنه لم يكن نافعًا في منع الركود الاقتصاديّ أو تخفيف التضخم.
يكتب سويل أيضًا في قضايا العرق منتقدًا سياسة التمييز الإيجابيّ والحصص المخصصة للأعراق، وفي ذلك يكتب:
كما أنه يتخذ موقفًا قويًا تجاه فكرة الحكومة بوصفها مساعدة أو خادمة للأقليات، قائلًا أن سجلات التاريخ تثبت العكس. ويكتب أيضًا في موضوع التحكم بالسلاح قائلًا: «يمكن للمرء أن ينتقي بعض الدراسات الواقعيّة، أو يستشهد بدراسات أخرى لم تعد محل ثقة، إلا أن السواد الأعظم من الدراسات يشير إلى أن قوانين التحكم بالسلاح لم تتحكم بالسلاح، وبدلًا من أن تنقذ الأرواح قد كلفتنا مزيدًا من الأرواح».

### كتبه عن الاقتصاد
كتب سويل ثلاثيّة من الكتب عن الأيديولوجيا والمواقف السياسيّة، من ضمنها «صراع الرؤى A Conflict of Visions» ويتحدث فيه عن أصول الصراعات السياسيّة، وكتاب «رؤية المبارك The Vision of the Anointed» وفيه يقارن الليبرالية المحافظة بالليبرالية التقدميّة، وكتاب «البحث عن العدالة الكونيّة The Quest for Cosmic Justice» وفيه يقدّم أطروحته بشأن حاجة المفكرين والسياسيين الدائمة لمحاولة إصلاح العالم وتحويله إلى مدينة فاضلة «يوتوبيا» وهو موقف كارثيّ من وجهة نظر سويل. وفي كتاب ذي صلة بعيدًا عن الثلاثيّة كتب سويل كتاب «المثقفون والمجتمع Intellectuals and Society» بانيًا أطروحاته على العمل السابق ويناقش فيه ما يسمّيه الغطرسة العمياء للمثقفين في نطاقات مختلفة.
يتحدى سويل فكرة أن تقدم المجتمعات السوداء جاء نتيجة الحكومات التقدميّة وسياساتها، وفي كتبه مثل «اقصاد وسياسة العرق The Economics and Politics of Race (1983)» و«أمريكا الإثنية Ethnic America (1981)» و«التمييز الإيجابيّ حول العالم Affirmative Action Around the World (2004)» وغيرها من الكتب، يدعي سويل أن المشاكل التي يعاني منها المجتمع الأسود ليست فريدة بالنظر إلى المجموعات الأمريكيّة الإثنيّة أو بالنظر إلى البروليتاريا الريفيّة التي تعاني نتيجة تحضّر الريف، كما ناقش في كتابه «الأسود الضرير والأبيض الليبراليّ Black Rednecks and White Liberals (2005)».
وفي كتاب التمييز الإيجابيّ حول العالم يقترح سويل أن التمييز الإيجابيّ يغطي معظم السكان الأمريكيين خاصة النساء، وكفّ عن مساعدة السود.
يناقش سويل الماركسيّة في دراسته الجادة عن كارل ماركس في سيرته الذاتيّة، بحيث يعارض الماركسيّة منتقدًا إياها في كتابه «الماركسيّة: الفلسفة والاقتصاد Marxism: Philosophy and Economics (2011)».
كما يؤيد سويل أيضًا منع تجريم أي مادة دوائيّة أو عقاقير.

### كتبه عن مواضيع أخرى
في كتاب «المثقفون والمجتمع» يجادل سويل أن فجوات معدلات الذكاء ليست مدهشةً بين المجموعات الإثنيّة. حيث يلاحظ أن فرق الـ15 نقطة بين معدلات ذكاء المجتمع الأبيض والأسود المعاصرين مشابه للمتوسط القومي، ومشابه لمتوسط ذكاء المجتمع الأبيض في السنوات السابقة، في الفترات التي كانت تستقبل فيها الدولة مهاجرين جدد.
كتب سويل كتاب «متلازمة آينشتاين: الأطفال الأذكياء الذين يتحدثون متأخرًا The Einstein Syndrome: Bright Children Who Talk Late» ويناقش فيه ما يدعوه بمُتلازمة آينشتاين. يفحص الكتاب ظاهرة تأخر الكلام لدى بعض الأطفال المُشَخّصين خطأ بالتوحد أو الاضطرابات النمائيّة الدائمة. يشمل الكتاب أبحاثًا أجراها ستيفن كاماراتا Stephen Camarata وستيفن بينكر Steven Pinker وغيرهم، كعرض شامل لسمات نمائيّة غير مفهومة. إنها سمة يُقال أنها أصابت العديد من الشخصيات المعروفة تاريخيًا مثل ألبرت آينشتاين (رغم أن هذا من الأمور محل الشك) وإدوارد تيلر Edward Teller وريتشارد فاينمان والرياضاتيّة جوليا روبنسون Julia Robinson والموسيقيّ آرثر روبنشتين Arthur Rubenstein وكلارا شاومان Clara Schumann.
يقيم سويل الحُجّة أن بعض الأطفال ينمون بشكل غير متساوٍ (نمو غير متزامن) نظرًا للنمو السريع والخارق للوظائف التحليليّة للدماغ. وهذا يسبب نفاد بعض الموارد التي يحتاجها الدماغ للوظائف الأخرى مثل تطور اللغة. وبهذا يعارض سويل أطروحة سيمون بارون-كوهين Simon Baron-Cohen أن آينشتاين كان لديه متلازمة أسبرغر.

### العواميد الصحفية
كان سويل من ذوي العواميد الصحفية واسعة الانتشار، تنشرها دار نشر كريتور، وكانت تُنشر في مجلة فوربس، ناشونال ريفيو National Review، وال ستريت جورنال The Wall Street Journal، واشنطن تايمز The Washington Times، نيويورك بوست The New York Post وغيرها من الصحف الكبيرة. كما كانت تُنشر في المواقع على الإنترنت مثل ريد كلير بولتيكس RealClearPolitics، تاون هال Townhall، ورلد نت ديلي WorldNetDaily وجويش ورلد ريفيو Jewish World Review.
علّق سويل في هذه العواميد على القضايا المعاصرة، مثل تحيز الإعلام الليبراليّ والنشاط القضائيّ (المدافع عن الأصوليّة) واجهاض الجنين جزئيّ الحياة والحد الأدنى للأجور والتأمين الصحيّ الشامل والمشاحنات بين سياسات الحكومة وبرامجها وحمايتها والذاتيّة العائليّة، وسياسة التمييز الإيجابيّ والبيروقراطيّة والتحكم بالسلاح والأنشطة العسكريّة الخارجيّة للولايات المتحدة ومكافحة الولايات المتحدة للعقاقير وتعدد الثقافات.
وفي مقال بصحيفة تاون هال بعنوان «إرث بوش The Bush Legacy» قيّم سويل الرئيس جورج دبليو. بوش بأنه محل جدل ولكنه رجل مشرِّف.
انتقد سويل بقوة المرشّح الرئاسيّ الجمهوريّ دونالد ترامب لصالح دعم تيد كروز في الانتخابات التمهيديّة للحزب الجمهوريّ عام 2016 في مقال فبراير. ولكنه كان مُصرًا على التصويت ضد المرشّحة الديمقراطيّة هيلاري كلينتون في الانتخابات العامّة لأنه كان يخشى أنها ستقوم بإجراء بعض التعديلات على المحكمة العليا.
أعلن سويل نهاية كتابته للعواميد الصحفيّة في 27 ديسمبر عام 2016، قائلًا أن السؤال لا يجب أن يكون لماذا سيتوقف عن الكتابة، ولكن لماذا استمر فيها كل هذا الوقت. وأبلغ عن رغبته في ممارسة هواية التصوير الفوتوغرافيّ.

## الاستقبال

### الإيجابيات
استقبل الليبراليّون الكلاسيكيّون والمحافِظون من المجالات المختلفة أعمال سويل بالترحيب. وكان الإطراء عليه يصفه بأنه عمل أصيل وذو عمق وأفق واسع ووضوح في التعبير ودقة في البحث العلميّ. كان من هؤلاء الذين رحبوا بأعماله الاقتصاديّ ستيفن بلوت Steven Plaut وأبيغال ثيرنستورم Abigail Thernstrom، والعالم السياسيّ تشارليز موري Charles Murray وجوزيف جوفي Josef Joffe المحرر الأقدم في صحيفة ناشونال ريفيو، والناقذ المسرحيّ والمُعلّق السياسيّ كيفن د. ويليامسون Kevin D. Williamson، وأستاذ الاقتصاد في جامعة جورج مانسون، والتر ويليامز Walter E. Williams والناشر التنفيذيّ ستيف فوربس. ومن ضمن تعليقاتهم على أعماله:-

### السلبيات
يدعي منتقدو سويل أنه يبني استدلالات بلا منهجيّة،وينشر أعماله بلا مصادر موثوقة، أو يهمل المراجع بالكليّة، ويضع تعليقات متناقضة حول الشأن الأكاديميّ والحياة الفكريّة. من هؤلاء الناقدين: الكاتب الصحفيّ كولين كامبيل Colin Campbell، وعالم الاجتماع ريتشارد كوغلين Richard Coughlin، وأستاذ القانون في ستانفورد ريتشارد تومبسون فورد Richard Thompson Ford، والمنظّر الاجتماعيّ بهارفارد ويليام جولياس ويلسون William Julius Wilson، وعالم الاقتصاد بجامعة هامبتون بيرناديت تشاتشير Bernadette Chachere، ومن تعليقاتهم:-

## الإرث والتكريم
فاز سويل عام 1990 بجائزة فرانسيس بوير Francis Boyer Award المقدَمة من معهد أميريكان إنتربرايز American Enterprise Institute. وفي عام 1998 تلقى جائزة سيدني هوك Sydney Hook من National Association of Scholars. استلم عام 2002 ميداليّة National Humanities Medal عن أعماله التي صهرت فيها التاريخ والاقتصاد والعلوم السياسيّة. تلقى جائزة Bradley Prize عام 2003 عن مجهوداته الفكريّة. وفي عام 2004 حاز جائزة Laissez Faire Books' Lysander Spooner عن كتابه «الاقتصاد التطبيقيّ: التفكير فيما وراء المرحلة الأولى Applied Economics: Thinking Beyond Stage One». كما أعطته getAbstract جائزة عن كتابه «حقائق ومغالطات اقتصاديّة Economic Facts and Fallacies».

## الحياة الشخصية
تزوج ألما جان بار من عام 1964 حتى 1975، ثم تزوج ماري آش في عام 1981 ولديه من الأبناء جون ولورين. He has two children, John and Lorraine.

## المنجزات المهنية
- زميل أقدم لدى معهد هووفر من سبتمبر 1980 حتى الآن
- أستاذ الاقتصاد في جامعة كاليفورنيا، لوس أنجلوس؛ يوليو 1974 – يونيو 1980
- أستاذ زائر في الاقتصاد في كليّة أمهيرست؛ سبتمبر – ديسمبر 1997
- زميل معهد هووفر، جامعة ستانفورد؛ إبريل – أغسطس 1997
- زميل مركز الدراسات المتقدمة في العلوم السلوكيّة Center for Advanced Study in the Behavioral Sciences، يولويو 1976 – مارس 1977
- مدير مشروع في معهد إربن؛ أغسطس 1972 – يوليو 1972
- أستاذ مساعد في الاقتصاد في جامعة كاليفورنيا، لوس أنجلوس؛ سبتمبر 1970 – يوليو 1972
- أستاذ مساعد في الاقتصاد بجامعة برانديز؛ سبتمبر 1969 – يونيو 1970
- أستاذ مساعد في الاقتصاد بجامعة كورنيل؛ سبتمبر 1965 – أغسطس 1969
- محلل اقتصاديّ في شركة أميريكان تليفون آند تيليجراف American Telephone & Telegraph؛ يونيو 1964 – أغسطس 1965
- محاضر اقتصاديّ في جامعة هوارد؛ سبتمبر 1963 – يونيو 1964
- مدرب اقتصاديّ في كليّة دوغلاس جامعة روتغرز؛ سبتمبر 1962 – يوليو 1963
- خبير اقتصاديّ في قسم العمل بالولايات المتحدة U.S. Department of Labor، يوليو 1961 – أغسطس

## روابط خارجية
- توماس سويل على موقع IMDb (الإنجليزية)
- توماس سويل على موقع إن إن دي بي (الإنجليزية)
- توماس سويل على موقع قاعدة بيانات الفيلم (الإنجليزية)